# Mycomya sororcula
Mycomya sororcula är en tvåvingeart som först beskrevs av Zetterstedt 1852.  Mycomya sororcula ingår i släktet Mycomya och familjen svampmyggor. Inga underarter finns listade i Catalogue of Life.